# Paspalum acutum
Paspalum acutum är en gräsart som beskrevs av Mary Agnes Chase. Paspalum acutum ingår i släktet tvillinghirser, och familjen gräs. Inga underarter finns listade i Catalogue of Life.